# Primera División de España 1931-32
La temporada 1931-32 de Primera División fue la 4.ª edición de la máxima categoría del sistema de Ligas españolas de fútbol. Se disputó entre el 22 de noviembre de 1931 y el 3 de abril de 1932, siendo la primera vez que el campeonato era celebrado bajo la recientemente proclamada Segunda República Española. Por tal motivo las acepciones a la realeza quedaron suprimidas, por lo que diversos clubes hubieron de cambiar sus denominaciones.
El Madrid Football Club conquistó el primer título liguero de su historia tras un competido duelo con el vigente campeón, el Athletic Club. Los madrileños vencieron el título de manera invicta e igualaron así a los vascos, quienes en 1930 fueron los primeros en lograrlo. Fue el campeón que menos goles encajó en la historia del torneo, con quince, lo que le valió a Ricardo Zamora ser por segunda vez el portero menos goleado, mismo que dio años después nombre al trofeo Zamora.
Fue la temporada en la que los campeonatos regionales sufrieron una modificación y pasaron a ser campeonatos mancomunados como medida por la consolidación de los torneos ligueros que perjudicaban a los entes locales.

## Sistema de competición
La Primera División de España 1931-32 fue organizada por la Federación Española de Fútbol (FEF), que también eliminó el título Real de su denominación.
Como en ediciones anteriores, tomaron parte diez equipos, todos ellos en un grupo único; siguiendo un sistema de liga, se enfrentaron todos contra todos en dos ocasiones -una en campo propio y otra en campo contrario-, sumando un total de 18 jornadas. El orden de los encuentros se decidió por sorteo antes de empezar la competición.
La clasificación final se estableció con arreglo a los puntos obtenidos en cada enfrentamiento, a razón de dos por partido ganado, uno por empatado y ninguno en caso de derrota.
En caso de empate a puntos entre dos o más clubes en la clasificación final, se tuvo en cuenta el mayor cociente de goles.

### Efectos de la clasificación
El equipo que más puntos sumó al final del campeonato fue proclamado campeón de liga.
El último clasificado fue descendido automáticamente a Segunda División, siendo reemplazado para la próxima temporada por el campeón de dicha categoría.

## Clubes participantes
Esta temporada supuso el debut en la máxima categoría del Valencia Football Club. Tomaron parte en el campeonato diez clubes:
| Equipo                  | Ciudad        | Estadio      | Aforo  |
| ----------------------- | ------------- | ------------ | ------ |
| Club Deportivo Alavés   | Vitoria       | Mendizorroza | 7.216  |
| Arenas Club             | Guecho        | Ibaiondo     | 15.540 |
| Athletic Club           | Bilbao        | San Mamés    | 17.628 |
| Football Club Barcelona | Barcelona     | Les Corts    | 25.000 |
| Donostia Football Club  | San Sebastián | Atocha       | 9.215  |
| Club Deportivo Español  | Barcelona     | Sarriá       | 16.055 |
| Racing Club             | Santander     | El Sardinero | 11.300 |
| Madrid Football Club    | Madrid        | Chamartín    | 17.862 |
| Unión Club de Irún      | Irún          | Gal          | 11.960 |
| Valencia Football Club  | Valencia      | Mestalla     | 18.980 |

El principal cambio se produjo en las denominaciones de algunos clubes, ya que tras la proclamación de la Segunda República Española el nuevo régimen prohibió los títulos y símbolos monárquicos. Así pues, el Real Madrid Football Club, el Real Racing Club de Santander, el Real Club Deportivo Español y el Real Unión Club de Irún perdieron el título Real de su nombre, mientras que la Real Sociedad de Football pasó a llamarse Donostia Football Club.

## Desarrollo

### Clasificación
| Pos. | Equipo           | Pts. | PJ | G  | E | P  | GF | GC | Dif. | Notas                       |
| ---- | ---------------- | ---- | -- | -- | - | -- | -- | -- | ---- | --------------------------- |
| 1    | Madrid F. C. (C) | 28   | 18 | 10 | 8 | 0  | 37 | 15 | +22  | Campeón invicto.            |
| 2    | Athletic Club    | 25   | 18 | 11 | 3 | 4  | 47 | 23 | +24  | Campeón de Copa.            |
| 3    | F. C. Barcelona  | 24   | 18 | 10 | 4 | 4  | 40 | 26 | +14  |                             |
| 4    | R. C. Santander  | 20   | 18 | 7  | 6 | 5  | 36 | 35 | +1   |                             |
| 5    | Arenas de Guecho | 17   | 18 | 7  | 3 | 8  | 35 | 42 | −7   |                             |
| 6    | C. D. Español    | 15   | 18 | 7  | 1 | 10 | 34 | 39 | −5   |                             |
| 7    | Valencia F. C.   | 15   | 18 | 6  | 3 | 9  | 38 | 47 | −9   |                             |
| 8    | Donostia F. C.   | 14   | 18 | 7  | 0 | 11 | 38 | 35 | +3   |                             |
| 9    | C. D. Alavés     | 11   | 18 | 5  | 1 | 12 | 22 | 44 | −22  |                             |
| 10   | U. C. Irún (D)   | 11   | 18 | 4  | 3 | 11 | 24 | 45 | −21  | Descenso a Segunda División |

 Fuente: BDFutbol
Criterios de clasificación: Puntos · Diferencia de goles · Goles a favor · Play-off
|                      |
| Campeón Madrid F. C. |
| 1.er título          |

### Ascenso a Primera División
El Betis Balompié ascendió a Primera División tras resultar campeón de Segunda División.

### Evolución de la clasificación
| Jornada / Equipo | 1  | 2  | 3  | 4  | 5  | 6  | 7  | 8  | 9  | 10 | 11 | 12 | 13 | 14 | 15 | 16 | 17 | 18 |
| Jornada / Equipo |    |    |    |    |    |    |    |    |    |    |    |    |    |    |    |    |    |    |
| ---------------- | -- | -- | -- | -- | -- | -- | -- | -- | -- | -- | -- | -- | -- | -- | -- | -- | -- | -- |
| Madrid F. C.     | 6  | 5  | 4  | 2  | 2  | 3  | 1  | 3  | 2  | 2  | 2  | 2  | 2  | 2  | 1  | 1  | 1  | 1  |
| Athletic Club    | 5  | 4  | 1  | 1  | 1  | 1  | 2  | 1  | 1  | 1  | 1  | 1  | 1  | 1  | 2  | 2  | 2  | 2  |
| F. C. Barcelona  | 2  | 2  | 2  | 3  | 3  | 2  | 3  | 2  | 3  | 3  | 3  | 3  | 3  | 3  | 3  | 3  | 3  | 3  |
| R. C. Santander  | 3  | 1  | 5  | 5  | 6  | 4  | 4  | 4  | 4  | 4  | 4  | 4  | 4  | 4  | 4  | 4  | 4  | 4  |
| Arenas de Guecho | 4  | 3  | 3  | 4  | 5  | 6  | 5  | 5  | 5  | 8  | 8  | 8  | 7  | 7  | 7  | 7  | 7  | 5  |
| C. D. Español    | 1  | 6  | 7  | 7  | 7  | 7  | 7  | 7  | 6  | 7  | 5  | 5  | 5  | 5  | 5  | 5  | 5  | 6  |
| Valencia F. C.   | 10 | 7  | 6  | 8  | 8  | 8  | 8  | 8  | 7  | 5  | 6  | 7  | 6  | 6  | 6  | 6  | 6  | 7  |
| Donostia F. C.   | 7  | 9  | 8  | 6  | 4  | 5  | 6  | 6  | 8  | 6  | 7  | 6  | 8  | 8  | 8  | 8  | 8  | 8  |
| C. D. Alavés     | 8  | 8  | 9  | 10 | 9  | 10 | 10 | 10 | 9  | 9  | 9  | 9  | 10 | 10 | 10 | 10 | 10 | 9  |
| U. C. Irún       | 9  | 10 | 10 | 9  | 10 | 9  | 9  | 9  | 10 | 10 | 10 | 10 | 9  | 9  | 9  | 9  | 9  | 10 |

Estadísticas actualizadas hasta el final del campeonato.

### Resultados
| Local \ Visitante | ALV | ARE | ATH | BAR | DON | ESP | MAD | RAC | UNI | VAL |
| ----------------- | --- | --- | --- | --- | --- | --- | --- | --- | --- | --- |
| C. D. Alavés      | —   | 3–1 | 0–1 | 1–3 | 1–2 | 4–1 | 0–1 | 1–2 | 1–0 | 2–1 |
| Arenas de Guecho  | 4–2 | —   | 2–1 | 1–3 | 2–1 | 3–2 | 2–2 | 3–1 | 5–0 | 4–1 |
| Athletic Club     | 3–2 | 4–1 | —   | 3–0 | 5–1 | 4–0 | 3–3 | 3–2 | 2–1 | 7–2 |
| F. C. Barcelona   | 6–0 | 2–2 | 1–3 | —   | 2–0 | 2–2 | 2–2 | 4–2 | 3–2 | 3–2 |
| Donostia F. C.    | 4–1 | 7–0 | 3–2 | 0–1 | —   | 5–2 | 1–2 | 1–5 | 5–0 | 7–1 |
| C. D. Español     | 4–0 | 4–2 | 1–0 | 0–3 | 2–0 | —   | 1–2 | 6–1 | 3–1 | 3–0 |
| Madrid F. C.      | 5–0 | 4–0 | 1–1 | 2–0 | 1–0 | 3–0 | —   | 0–0 | 3–2 | 4–1 |
| R.C. Santander    | 1–1 | 1–1 | 2–0 | 3–2 | 2–1 | 2–1 | 0–0 | —   | 2–2 | 4–1 |
| U. C. Irún        | 0–2 | 1–0 | 1–5 | 1–3 | 2–0 | 4–1 | 1–1 | 2–2 | —   | 3–2 |
| Valencia F. C.    | 5–1 | 3–2 | 0–0 | 0–0 | 4–0 | 3–1 | 1–1 | 6–4 | 5–1 | —   |

## Estadísticas

### Tabla histórica de goleadores
Nota: Nombres y banderas de equipos en la época.
| \| Pos. \| Jugador \| G. \| Part. \| Prom. \| \| Club \| Nota \| \| ---- \| ---------------------- \| -- \| ----- \| ----- \| \| ----------------------- \| --------------------------------------- \| \| 1 \| Agustín Sauto Bata \| 13 \| 18 \| 0.72 \| \| Athletic Club \| Más veces máximo goleador (2 ediciones) \| \| 2 \| Manuel Olivares \| 11 \| 13 \| 0.85 \| \| Madrid Football Club \| \| \| = \| Ignacio Alcorta Cholin \| 11 \| 13 \| 0.85 \| \| Donostia Football Club \| \| \| 4 \| José Samitier \| 10 \| 12 \| 0.83 \| \| Football Club Barcelona \| \| \| = \| Edelmiro Lorenzo \| 10 \| 14 \| 0.71 \| \| Club Deportivo Español \| \| \| = \| Julio Elícegui \| 10 \| 15 \| 0.67 \| \| Unión Club de Irún \| \| \| = \| Cisco Goenechea \| 10 \| 16 \| 0.63 \| \| Santander Racing Club \| \| \| 8 \| Leopoldo Capillas \| 9 \| 10 \| 0.90 \| \| Valencia Football Club \| \| \| = \| Guillermo Gorostiza \| 9 \| 15 \| 0.60 \| \| Athletic Club[n. 2] \| \| \| = \| José Iraragorri \| 9 \| 18 \| 0.50 \| \| Athletic Club \| \| \| 11 \| Ángel Arocha \| 8 \| 15 \| 0.53 \| \| Football Club Barcelona \| \| \| = \| Paco Bienzobas \| 8 \| 18 \| 0.44 \| \| Donostia Football Club \| \| Actualizado a fin de torneo. |                        |    |       |       |  |                         |                                         |
| Pos. | Jugador                | G. | Part. | Prom. |  | Club                    | Nota                                    |
| 1 | Agustín Sauto Bata     | 13 | 18    | 0.72  |  | Athletic Club           | Más veces máximo goleador (2 ediciones) |
| 2 | Manuel Olivares        | 11 | 13    | 0.85  |  | Madrid Football Club    |                                         |
| = | Ignacio Alcorta Cholin | 11 | 13    | 0.85  |  | Donostia Football Club  |                                         |
| 4 | José Samitier          | 10 | 12    | 0.83  |  | Football Club Barcelona |                                         |
| = | Edelmiro Lorenzo       | 10 | 14    | 0.71  |  | Club Deportivo Español  |                                         |
| = | Julio Elícegui         | 10 | 15    | 0.67  |  | Unión Club de Irún      |                                         |
| = | Cisco Goenechea        | 10 | 16    | 0.63  |  | Santander Racing Club   |                                         |
| 8 | Leopoldo Capillas      | 9  | 10    | 0.90  |  | Valencia Football Club  |                                         |
| = | Guillermo Gorostiza    | 9  | 15    | 0.60  |  | Athletic Club           |                                         |
| = | José Iraragorri        | 9  | 18    | 0.50  |  | Athletic Club           |                                         |
| 11 | Ángel Arocha           | 8  | 15    | 0.53  |  | Football Club Barcelona |                                         |
| = | Paco Bienzobas         | 8  | 18    | 0.44  |  | Donostia Football Club  |                                         |

### Evolución del registro de máximo goleador histórico
Nota: tomados en consideración los partidos y goles que establece el trofeo «pichichi» que pueden diferir/y difieren de otros datos oficiales en la trayectoria de los jugadores al guiarse el premio por su propio baremo. Resaltados jugadores inactivos en la presente edición.
| Pos. | Jugador                | G. | Part. | Prom. | Debut   | (Equipo debut)                | Otros clubes             |
| ---- | ---------------------- | -- | ----- | ----- | ------- | ----------------------------- | ------------------------ |
| 1    | Santiago Urtizberea    | 48 | 52    | 0.92  | 1928-29 | Unión Club de Irún (48)       |                          |
| 2    | Guillermo Gorostiza    | 47 | 51    | 0.92  | 1929-30 | Athletic Club (47)            |                          |
| 3    | Ignacio Alcorta Cholín | 42 | 62    | 0.68  | 1928-29 | Donostia Football Club (42)   |                          |
| 4    | Agustín Sauto Bata     | 41 | 42    | 0.98  | 1929-30 | Athletic Club (41)            |                          |
| =    | Ángel Arocha           | 41 | 50    | 0.82  | 1928-29 | Foot-Ball Club Barcelona (41) |                          |
| =    | Luis Regueiro          | 41 | 63    | 0.65  | 1928-29 | Real Unión Club de Irún (36)  | Madrid Football Club (5) |
| 7    | Paco Bienzobas         | 40 | 65    | 0.62  | 1928-29 | Donostia Football Club (40)   |                          |
| 8    | José Iraragorri        | 33 | 47    | 0.70  | 1929-30 | Athletic Club (33)            |                          |
| 9    | Gaspar Rubio           | 30 | 34    | 0.88  | 1928-29 | Madrid Football Club (30)     |                          |